# Ив Робер
Ив Робер (на италиански: Yves Robert) е френски филмов актьор, режисьор, сценарист и продуцент. 

## Биография
Роден е на 19 юни 1920 година в Сомюр, Франция. На младини работи в издателство. Тогава той сменя няколко професии. Първото му изпълнение е на сцената в Лион. След освобождението на Франция от германското нашествие, Ив Робер се премества в Париж и работи в кабаре. Първата си филмова роля получава през 1949 година. За филма „Бутонна война“ (1962) получава наградата „Жан Виго“. Той става известен и със своите сценарии и режисьорска работа в жанра на комедията.
От 1956 г. до края на живота си той е женен за актрисата Даниел Делорм.

## Избрана филмография
| година | филм                              | оригинално заглавие                     | бележки |
| ------ | --------------------------------- | --------------------------------------- | ------- |
| 1958   | Ни чул, ни видял                  | Ni vu... Ni connu...                    |         |
| 1972   | Високият рус мъж с черната обувка | Le Grand Blond avec une chaussure noire |         |
| 1984   | Близнакът                         | Le jumeau                               |         |